# AzTV
Azərbaycan Televiziyası, afgekort AzTV (Azerbeidzjaans: Azərbaycan Televiziyası, AzTV), is de Azerbeidzjaanse nationale omroep.

## Geschiedenis
Op 5 september 1955 gaf de Raad van Volkscommissarissen van de Sovjet-Unie de opdracht om 27 televisiestations op te richten in de verschillende socialistische sovjetrepublieken. Op 14 februari 1956 werden de eerste programma's op de Azerbeidzjaanse televisie uitgezonden.